# Johan François van Hogendorp van Heeswijk
Johan François graaf van Hogendorp (van Heeswijk) ('s-Gravenhage, 28 mei 1746 - aldaar, 18 oktober 1831) was parlementariër en president-burgemeester van Rotterdam van 7 juli 1814 tot 8 maart 1824.

## Biografie
Van Hogendorp was een telg uit het geslacht Van Hogendorp en een zoon van oud-burgemeester van Vlissingen mr. Johan François des H.R.Rijksgraaf van Hogendorp (1700-1779), vanaf 1740 ontvanger-generaal van de Unie, en diens tweede echtgenote Sara Johanna van Campen (1710-1765). Hij heeft talloze openbare functies bekleed, waaronder burgemeester van Rotterdam, lid Vergadering van Notabelen voor het departement Monden van de Maas, lid Staten-Generaal der Verenigde Nederlanden voor de provincie Holland, lid Eerste Kamer der Staten-Generaal, lid stedelijke raad van Rotterdam, en wethouder van Rotterdam.
Van Hogendorp trouwde in 1770 met Aletta Maria Cossart (1751-1813) die op huis Heeswijk te Voorburg overleed, en dochter was van Aletta Margaretha van der Hoeven van Heeswijk; hij noemde zich waarschijnlijk naar deze buitenplaats. Uit het huwelijk werden geen kinderen geboren. Bij Koninklijk Besluit van 16 september 1815 werd hij benoemd in de Ridderschap van Holland en ingelijfd met de titel van graaf (op allen). Hij was commandeur in de Orde van de Nederlandse Leeuw.